# Halesa gonodontaria
Halesa gonodontaria är en fjärilsart som beskrevs av Pieter Cornelius Tobias Snellen 1874. Halesa gonodontaria ingår i släktet Halesa och familjen mätare. Inga underarter finns listade i Catalogue of Life.